# Psyra anglifera
Psyra anglifera är en fjärilsart som beskrevs av Walker 1866. Psyra anglifera ingår i släktet Psyra och familjen mätare. Inga underarter finns listade.